# Speedway Ekstraliga (2020)
Speedway Ekstraliga 2020 (spons. PGE Ekstraliga) – dwudziesty pierwszy, od czasu uruchomienia Speedway Ekstraligi i 73. w historii sezon rozgrywek najwyższego szczebla o Drużynowe mistrzostwo Polski. Tytułu mistrza Polski z sezonu 2019 broniła Fogo Unia Leszno, która wygrała trzy poprzednie edycje. Do Ekstraligi awans wywalczył PGG ROW Rybnik, który pokonał w finale I Ligi TŻ Ostrovię Ostrów Wielkopolski. Zespół z Rybnika wrócił do najwyższej klasy rozgrywkowej po dwóch latach przerwy.
Inaugurację rozgrywek zaplanowano na 3 kwietnia. W związku z postępującą pandemią wirusa SARS-CoV-2, wszystkie zaplanowane, kwietniowe rundy zostały przełożone. 27 kwietnia Ekstraliga Żużlowa zaprezentowała nowy terminarz rozgrywek. Datę rozegrania pierwszej kolejki wyznaczono na 12 czerwca.
Władze rozgrywek mając na uwadze sytuację epidemiczną, wprowadziły szereg zmian regulaminowych. Wdrożono nowy Regulamin Sanitarny, ograniczający m.in. liczby osób funkcyjnych oraz obsługi w trakcie trwania zawodów. Zgodnie z założeniami regulamin sanitarny będzie obowiązywał do momentu odwołania stanu epidemicznego w kraju. Dla zawodników i ich teamów opracowano specjalne vademecum, określające wytyczne bezpiecznego postępowania w czasie meczów i treningów. Kluby uzyskały możliwość ograniczenia kosztów poprzez renegocjację umów z zawodnikami. Zmniejszono stawki za podpis oraz za zdobyte punkty. Zmieniony Regulamin Przynależności Klubowej wprowadził instytucję gościa do rozgrywek Ekstraligi.
Początkowo rozgrywki wystartowały bez udziału publiczności. Od 19 czerwca otwarto stadiony dla kibiców, z ograniczeniem ich liczby do 25% wszystkich miejsc siedzących na obiekcie. 25 lipca poinformowano o zniesieniu kolejnych obostrzeń i zwiększeniu dopuszczalnego zapełnienia stadionów do 50%.
W rozgrywkach triumfowała obrończyni tytułu Fogo Unia Leszno. Unia pokonała w wielkim finale Moje Bermudy Stal Gorzów Wielkopolski. Dla zawodników z Leszna było to czwarte z rzędu drużynowe mistrzostwo Polski, a 18. w historii. Podium uzupełniła drużyna Betard Sparty Wrocław, która zwyciężyła w meczu o brąz z RM Solar Falubaz Zieloną Górą.
Po jednym sezonie z Ekstraligą pożegnał się PGG ROW Rybnik. Drużyna z Górnego Śląska, z zaledwie jednym zwycięstwem, zajęła ostatnie miejsce w tabeli rundy zasadniczej. W sezonie 2021 jej miejsce zajął eWinner Apator Toruń.

## Zespoły
W rozgrywkach wzięło udział osiem zespołów. Sześć najlepszych ekip z poprzedniego sezonu, Moje Bermudy Stal Gorzów Wielkopolski, która wygrała z Ostrovią Ostrów Wlkp. baraż o utrzymanie się w Ekstralidze oraz zwycięzca Nice 1. Ligi Żużlowej 2019 - PGG ROW Rybnik. Zespół z Rybnika zastąpi Get Well Toruń, który po raz pierwszy w swojej historii startów w DMP, spadł z najwyższej klasy rozgrywkowej.

### Stadiony i lokalizacje
| Drużyna                               | Stadion                          | Pojemność | Miejsce w EŻ 2019 |
| ------------------------------------- | -------------------------------- | --------- | ----------------- |
| Fogo Unia Leszno                      | Stadion im. Alfreda Smoczyka     | 16 700    | 1. miejsce        |
| Betard Sparta Wrocław                 | Stadion Olimpijski we Wrocławiu  | 13 000    | 2. miejsce        |
| Eltrox Włókniarz Częstochowa          | SGP Arena Częstochowa            | 16 850    | 3. miejsce        |
| RM Solar Falubaz Zielona Góra         | Stadion Żużlowy w Zielonej Górze | 14 000    | 4. miejsce        |
| MrGarden GKM Grudziądz                | Stadion Żużlowy w Grudziądzu     | 8 000     | 5. miejsce        |
| Motor Lublin                          | Stadion MOSiR Bystrzyca          | 9 800     | 6. miejsce        |
| Moje Bermudy Stal Gorzów Wielkopolski | Stadion im. Edwarda Jancarza     | 15 024    | 7. miejsce        |
| PGG ROW Rybnik                        | Stadion Miejski w Rybniku        | 10 304    | beniaminek        |

### Personel
| Drużyna                               | Menedżer         | Trener            | Kierownik drużyny                | Kapitan              |        |
| ------------------------------------- | ---------------- | ----------------- | -------------------------------- | -------------------- | ------ |
| Fogo Unia Leszno                      | Piotr Baron      | Roman Jankowski   | Mateusz Gryczka                  | Piotr Pawlicki       | [ 19 ] |
| Betard Sparta Wrocław                 | –                | Dariusz Śledź     | Krzysztof Gałańdziuk             | Maciej Janowski      | [ 20 ] |
| Eltrox Włókniarz Częstochowa          | –                | Piotr Świderski   | Michał Finfa                     | Leon Madsen          | [ 22 ] |
| RM Solar Falubaz Zielona Góra         | –                | Piotr Żyto        | Tomasz Walczak                   | Piotr Protasiewicz   | [ 23 ] |
| MrGarden GKM Grudziądz                | –                | Robert Kempiński  | Rafał Wojciechowski              | Krzysztof Buczkowski | [ 24 ] |
| Motor Lublin                          | Jacek Ziółkowski | Maciej Kuciapa    | b.d.                             | Grigorij Łaguta      | [ 25 ] |
| Moje Bermudy Stal Gorzów Wielkopolski | –                | Stanisław Chomski | Krzysztof Orzeł                  | Bartosz Zmarzlik     | [ 26 ] |
| PGG ROW Rybnik                        | –                | Lech Kędziora     | Jarosław Dymek Radosław Kalyciok | Kacper Woryna        | [ 27 ] |

### Zmiany trenerów
| Drużyna                       | Odchodzący trener | Przyczyna                                | Data zwolnienia      | Miejsce w tabeli | Przychodzący trener | Data ogłoszenia      |
| ----------------------------- | ----------------- | ---------------------------------------- | -------------------- | ---------------- | ------------------- | -------------------- |
| RM Solar Falubaz Zielona Góra | Adam Skórnicki    | Rozwiązanie umowy                        | 29 października 2019 | Przed sezonem    | Piotr Żyto          | 31 października 2019 |
| PGG ROW Rybnik                | Piotr Żyto        | Rozwiązanie umowy za porozumieniem stron | 31 października 2019 | Przed sezonem    | Piotr Świderski     | 4 listopada 2019     |
| PGG ROW Rybnik                | Piotr Świderski   | Brak porozumienia                        | 17 lutego 2020       | Przed sezonem    | Lech Kędziora       | 28 lutego 2020       |
| Eltrox Włókniarz Częstochowa  | Marek Cieślak     | Wypowiedzenie umowy                      | 21 sierpnia 2020     | 4.               | Piotr Świderski     | 25 sierpnia 2020     |

29 października 2019 zarząd klubu ZKŻ Zielona Góra ogłosił o rozwiązaniu umowy z dotychczasowym trenerem drużyny Adamem Skórnickim. Skórnickiego na stanowisku zastąpił Piotr Żyto, dla którego to powrót w roli trenera Zielonogórzan.
4 listopada 2019 ROW Rybnik poinformował o zmianie na stanowisku trenera drużyny. Nowym szkoleniowcem został Piotr Świderski, który zastąpił Piotra Żyto. Jeszcze przed startem rozgrywek, zarząd ROWu wydał oświadczenie o zakończeniu współpracy ze Świderskim, uzasadniając decyzję brakiem porozumienia w kwestii umowy z trenerem. 28 lutego 2020 ogłoszono nazwisko nowego trenera klubu z Rybnika, został nim Lech Kędziora.
21 sierpnia 2020 Marek Cieślak zrezygnował z funkcji trenera Włókniarza Częstochowa i złożył wypowiedzenie umowy ze skutkiem natychmiastowym. 25 sierpnia drużyna z Częstochowy ogłosiła nazwisko nowego trenera. Został nim Piotr Świderski.

### Transfery
Podstawowe okno transferowe zostało otwarte 1 listopada i trwało do 14 listopada 2019. Kluby miały możliwość kontraktowania zawodników również w trakcie trwania rozgrywek. Zmiany w Regulaminie Przynależności Klubowej wprowadziły dodatkowe okienka transferowe po 3., 6., 10. i 14. kolejce rozgrywek, trwające po 5 dni.
W związku z sytuacją epidemiczną oraz odwołaniem kwietniowych i majowych rund, 1 maja zostało otwarte siedmiodniowe okienko transferowe.
Lista zawodników, którzy zmienili barwy klubowe: (Lista w kolejności alfabetycznej)

- Nikodem Bartoch: (ZIE) → (BYD)
- Luke Becker: (RAW) → (CZE)
- Daniel Bewley: (RYB) → (WRO)
- Adrian Bialk: (OPO) → (CZE)
- Oskar Bober: (LUB) → (PIŁ)
- Bartosz Curzytek: (RZE) → (WRO)
- Michał Curzytek: (RZE) → (WRO)
- Jason Doyle: (TOR) → (CZE)
- Damian Dróżdż: (CZE) → (KRO)
- Adam Ellis: (GOR) → (RZE)
- Michał Gruchalski: (CZE) → (TAR)
- Jarosław Hampel: (LES) → (LUB) (wyp)
- Rune Holta: (TOR) → (CZE)
- Niels Kristian Iversen: (TOR) → (GOR)
- Jakub Jamróg: (WRO) → (LUB)
- Jonas Jeppesen: (PIŁ) → (ZIE)
- Peter Kildemand: (GOR) → (GDA)
- Robert Lambert: (LUB) → (RYB)
- Andrzej Lebiediew: (WRO) → (RYB)
- Antonio Lindbaeck: (GRU) → (ZIE)
- Damian Lotarski: (OPO) → (GRU)
- Adrian Miedziński: (CZE) → (TOR)
- Václav Milík: (WRO) → (RYB)
- Nick Morris: (RYB) → (POZ)
- Kamil Nowacki: (OST) → (GOR) → (RYB) (wyp)
- Jakub Osyczka: (ZIE) → (OPO)
- Nicki Pedersen: (ZIE) → (GRU)
- Erik Riss: (OPO) → (GOR)
- Patryk Rolnicki: (GRU) → (RZE)
- Zbigniew Suchecki: (RYB) → (POZ)
- Linus Sundstroem: (RYB) → (DAU)
- Michał Szczepaniak: (OPO) → (RYB)
- Alan Szczotka: (GOR) → (GDA) (wyp)
- Adrian Woźniak: (POZ) → (CZE)
- Matej Zagar: (CZE) → (LUB)
- Denis Zieliński: (GDA) → (GRU)

15 listopada 2019 ROW Rybnik ogłosił, że Greg Hancock podpisał kontrakt z zespołem na 2020 rok. Hancock w maju 2019 roku zawiesił karierę żużlową ze względu na chorobę swojej żony. Pod koniec roku zadeklarował swój powrót do ścigania,  po czym w lutym 2020 poinformował o zakończeniu sportowej kariery.
Po sezonie 2019 do grona seniorów dołączyli Maksym Drabik, Bartosz Smektała, Michał Gruchalski i Patryk Rolnicki.

### Goście
Przed startem sezonu, zmieniony Regulamin Przynależności Klubowej, wprowadził instytucję "gościa" do rozgrywek Ekstraligi Żużlowej. Jako "gość" w najwyższej klasie rozgrywkowej może wystąpić żużlowiec będący zawodnikiem klubu pierwszo- lub drugoligowego. Drużyna ekstraligowa może zakontraktować dowolną liczbę "gości". W składzie meczowym danego zespołu może znajdować się do dwóch "gości", przy czym jeden bez dodatkowych warunków, drugi wyłącznie w przypadku pozytywnego wyniku na obecność koronawirusa u jednego z podstawowych zawodników.
Lista zawodników zakontraktowanych jako "goście": Lista w kolejności alfabetycznej

- Oliver Berntzon (WRO)
- Kamil Brzozowski (GOR)
- Chris Holder (WRO)
- Jack Holder (GOR)
- Nicolai Klindt (GOR)
- Wiktor Kułakow (ZIE)
- Adrian Miedziński (RYB)
- Tobiasz Musielak (GRU)
- Krystian Pieszczek (GRU)
- Rohan Tungate (ZIE)[43]
- Grzegorz Walasek (ZIE)

## Rozgrywki
8 listopada 2019 ogłoszono, że od sezonu 2020 w Ekstralidze będzie obowiązywała nowa tabela biegowa. Zgodnie z założeniami wprowadzenie zmian ma na celu wyrównanie szans pomiędzy zawodnikami.
W związku z panującą epidemią wirusa SARS-CoV-2, zarząd Ekstraligi Żużlowej 13 marca 2020, podjął decyzję o przeniesieniu 1. i 2. kolejki rozgrywek na późniejsze terminy. Pierwsza runda miała się odbyć 24 i 26 kwietnia, natomiast druga 12 i 14 czerwca 2020. 25 marca 2020 Ekstraliga Żużlowa poinformowała o odwołaniu wszystkich meczów zaplanowanych na kwiecień (tj. 1. i 3. kolejki). Sytuacja epidemiczna w kraju spowodowała utrudnienia w przedsezonowych przygotowaniach poszczególnych drużyn. 11 marca 2020 decyzją GKSŻ odwołano wszystkie zawody treningowe.

### Runda zasadnicza

#### Tabela
| Poz. | Drużyna                               | M  | Z  | R | P  | B | Pkt | +/-  | Kwalifikacja lub spadek |
| ---- | ------------------------------------- | -- | -- | - | -- | - | --- | ---- | ----------------------- |
| 1    | Fogo Unia Leszno (M)                  | 14 | 11 | 0 | 3  | 6 | 28  | +162 | Awans do Play-off       |
| 2    | Moje Bermudy Stal Gorzów Wielkopolski | 14 | 8  | 0 | 6  | 5 | 21  | +66  | Awans do Play-off       |
| 3    | Betard Sparta Wrocław                 | 14 | 7  | 2 | 5  | 4 | 20  | +46  | Awans do Play-off       |
| 4    | RM Solar Falubaz Zielona Góra         | 14 | 8  | 1 | 5  | 3 | 20  | +25  | Awans do Play-off       |
| 5    | Eltrox Włókniarz Częstochowa          | 14 | 6  | 2 | 6  | 5 | 19  | +28  |                         |
| 6    | Motor Lublin                          | 14 | 8  | 0 | 6  | 3 | 19  | +56  |                         |
| 7    | MrGarden GKM Grudziądz                | 14 | 4  | 1 | 9  | 1 | 10  | −102 |                         |
| 8    | PGG ROW Rybnik (S)                    | 14 | 1  | 0 | 13 | 0 | 2   | −281 | Spadek do PLŻ. 1        |

1. 1 2  Punkty w meczach bezpośrednich: Sparta: 4, Falubaz: 1.
2. 1 2  Punkty w meczach bezpośrednich: Włókniarz: 3, Motor: 2.

#### Wyniki
| Gospodarz \ Gość                      | LES   | GOR   | WRO   | ZIE   | CZE   | LUB   | GRU   | RYB   |
| ------------------------------------- | ----- | ----- | ----- | ----- | ----- | ----- | ----- | ----- |
| Fogo Unia Leszno                      | —     | 55–35 | 53–37 | 47–43 | 54–36 | 53–37 | 60–30 | 65–25 |
| Moje Bermudy Stal Gorzów Wielkopolski | 41–49 | —     | 55–35 | 52–38 | 49–41 | 47–43 | 57–33 | 52–38 |
| Betard Sparta Wrocław                 | 46–44 | 44–46 | —     | 45–45 | 45–45 | 55–35 | 53–37 | 63–27 |
| RM Solar Falubaz Zielona Góra         | 52–38 | 50–40 | 41–49 | —     | 31–59 | 52–38 | 48–42 | 57–33 |
| Eltrox Włókniarz Częstochowa          | 41–49 | 0–40  | 53–37 | 43–47 | —     | 43–47 | 53–37 | 60–30 |
| Motor Lublin                          | 50–40 | 53–37 | 51–39 | 52–38 | 39–51 | —     | 58–32 | 59–31 |
| MrGarden GKM Grudziądz                | 42–48 | 29–25 | 36–54 | 43–47 | 45–45 | 46–44 | —     | 58–32 |
| PGG ROW Rybnik                        | 34–56 | 46–44 | 39–51 | 36–53 | 41–49 | 38–52 | 39–51 | —     |

1. ↑  Walkower[48]
2. ↑  Zmiana gospodarza spotkania[49]
3. ↑  Mecz zakończony po 9. biegach[50]

### Play-off
Zgodnie ze zmienionym terminarzem daty spotkań półfinałowych wyznaczono na 20. i 27. września 2020. Finał i mecz o trzecie miejsce miały zostać rozegrane 4 i 11 października 2020.
|  |           |                                       |                                       |                                       |           |    |                  |                  |       |       |       |       |
|  | Półfinały | Półfinały                             | Półfinały                             | Półfinały                             | Półfinały |    |                  | Finał            | Finał | Finał | Finał | Finał |
|  | Półfinały | Półfinały                             | Półfinały                             | Półfinały                             | Półfinały |    |                  | Finał            | Finał | Finał | Finał | Finał |
|  |           |                                       |                                       |                                       |           |    |                  |                  |       |       |       |       |
|  |           |                                       |                                       |                                       |           |    |                  |                  |       |       |       |       |
|  | 1.        | Fogo Unia Leszno                      | 46                                    | 57                                    |           |    |                  |                  |       |       |       |       |
|  | 1.        | Fogo Unia Leszno                      | 46                                    | 57                                    |           |    |                  |                  |       |       |       |       |
|  | 4.        | RM Solar Falubaz Zielona Góra         | 44                                    | 33                                    |           |    |                  |                  |       |       |       |       |
|  | 4.        | RM Solar Falubaz Zielona Góra         | 44                                    | 33                                    |           |    | Fogo Unia Leszno | Fogo Unia Leszno | 44    | 59    |       |       |
|  |           |                                       |                                       |                                       |           |    | Fogo Unia Leszno | Fogo Unia Leszno | 44    | 59    |       |       |
|  |           |                                       | Moje Bermudy Stal Gorzów Wielkopolski | Moje Bermudy Stal Gorzów Wielkopolski | 46        | 30 |                  |                  |       |       |       |       |
|  | 2.        | Moje Bermudy Stal Gorzów Wielkopolski | Moje Bermudy Stal Gorzów Wielkopolski | Moje Bermudy Stal Gorzów Wielkopolski | 46        | 30 | 44               | 55               |       |       |       |       |
|  | 2.        | Moje Bermudy Stal Gorzów Wielkopolski |                                       |                                       |           |    |                  |                  |       |       |       |       |
|  | 3.        | Betard Sparta Wrocław                 | 46                                    | 34                                    |           |    |                  |                  |       |       |       |       |
|  | 3.        | Betard Sparta Wrocław                 | 46                                    | 34                                    |           |    |                  |                  |       |       |       |       |
|  |           |                                       |                                       |                                       |           |    |                  |                  |       |       |       |       |

Źródło: PGE Ekstraliga

#### Półfinały
| Półfinał 1A 20 września 2020 | RM Solar Falubaz Zielona Góra | 44:46 | Fogo Unia Leszno | Stadion Żużlowy w Zielonej Górze Sędzia: Paweł Słupski |
| Półfinał 1A 20 września 2020 | 9. Antonio Lindbaeck 3 (1,2,0,-,-) 10. Martin Vaculik 10 (0,w,2,3,2,3) 11. Piotr Protasiewicz 4+1 (0,2*,2,0) 12. Michael Jepsen Jensen 7+1 (3,3,1*,0,-) 13. Patryk Dudek 11+3 (2*,3,2,1,1*,2*) 14. Mateusz Tonder 6+1 (3,1,1*,1) 15. Norbert Krakowiak 3 (0,1,2) 16. Damian Pawliczak ns | 44:46 | 1. Emil Sajfutdinow 11+1 (2*,2,3,3,1) 2. Janusz Kołodziej 8 (1,0,1,3,3) 3. Bartosz Smektała 3 (3,0,0,0) 4. Jaimon Lidsey 9+1 (3,1,3,2*,0) 5. Piotr Pawlicki 8 (0,3,3,2,0) 6. Dominik Kubera 3+2 (1*,2*,0) 7. Szymon Szlauderbach 4 (2,1,1) | Stadion Żużlowy w Zielonej Górze Sędzia: Paweł Słupski |

| Półfinał 1B 28 września 2020 | Fogo Unia Leszno | 57:33 | RM Solar Falubaz Zielona Góra | Stadion im. Alfreda Smoczyka Sędzia: Artur Kuśmierz |
| Półfinał 1B 28 września 2020 | 9. Emil Sajfutdinow 11 (3,3,3,2,-) 10. Janusz Kołodziej 8+2 (3,2*,0,2*,1) 11. Bartosz Smektała 12+2 (2*,3,2*,2,3) 12. Jaimon Lidsey 8+3 (2*,2*,3,1*) 13. Piotr Pawlicki 12 (3,3,3,3,-) 14. Szymon Szlauderbach 2 (0,1,0,1) 15. Dominik Kubera 4+1 (3,0,1*,d) | 57:33 | 1. Rohan Tungate (gość) 3+1 (0,2,1*,0,0) 2. Martin Vaculik 9+2 (1,1*,2,3,2*) 3. Michael Jepsen Jensen 7 (1,1,2,1,2) 4. Piotr Protasiewicz 9+1 (2,0,1*,3,3) 5. Patryk Dudek 1 (0,1,0,0) 6. Norbert Krakowiak 2+1 (1*,0,1) 7. Mateusz Tonder 2 (2,0,0) 8. Jan Kvech ns | Stadion im. Alfreda Smoczyka Sędzia: Artur Kuśmierz |

| Półfinał 2A 20 września 2020 | Betard Sparta Wrocław | 46:44 | Moje Bermudy Stal Gorzów Wielkopolski | Stadion Olimpijski we Wrocławiu Sędzia: Krzysztof Meyze |
| Półfinał 2A 20 września 2020 | 9. Maciej Janowski 9+2 (3,2*,2,1*,1) 10. Przemysław Liszka ns 11. Chris Holder (gość) 7+1 (0,1,3,2,1*) 12. Max Fricke 4 (1,0,1,2) 13. Tai Woffinden 10 (3,0,2,2,3) 14. Michał Curzytek 2+1 (2*,0,0) 15. Gleb Czugunow 10+2 (3,3,1*,1*,2) 16. Daniel Bewley 4 (1,3,0) | 46:44 | 1. Szymon Woźniak 6+1 (1*,2,3,0,0) 2. Jack Holder (gość) 10+1 (2,1*,1,3,3) 3. Anders Thomsen 11 (2,3,1,3,2) 4. Bartosz Zmarzlik 10+2 (2*,2*,3,3,0) 5. Niels Kristian Iversen 0 (0,0,0,-) 6. Rafał Karczmarz 6 (1,3,2,0) 7. Wiktor Jasiński 1 (0,1,0) 8. Kamil Pytlewski ns | Stadion Olimpijski we Wrocławiu Sędzia: Krzysztof Meyze |

| Półfinał 2B 4 października 2020 | Moje Bermudy Stal Gorzów Wielkopolski | 55:34 | Betard Sparta Wrocław | Stadion im. Edwarda Jancarza Sędzia: Piotr Lis |
| Półfinał 2B 4 października 2020 | 9. Szymon Woźniak 11+2 (3,1,2*,3,2*) 10. Bartosz Zmarzlik 15 (3,3,3,3,3) 11. Niels Kristian Iversen 2+1 (1,1*,w,-) 12. Anders Thomsen 11+2 (2,2,3,2*,2*) 13. Jack Holder (gość) 8+1 (w,1,2,2*,3) 14. Wiktor Jasiński 5+2 (2*,2*,0,1) 15. Rafał Karczmarz 3 (3,0,0) 16. Kamil Pytlewski ns | 55:34 | 1. Maciej Janowski 9 (2,3,3,0,0,1) 2. Chris Holder (gość) 8+1 (1,2*,1,3,1,0) 3. Przemysław Liszka 0 (-,-,-,-) 4. Max Fricke 4 (1,0,1,1,1) 5. Tai Woffinden 10 (3,3,2,2,-) 6. Gleb Czugunow 0 (w,w,-) 7. Michał Curzytek 3 (1,0,w,2*,0) 8. Daniel Bewley 0 (0,0) | Stadion im. Edwarda Jancarza Sędzia: Piotr Lis |

#### Finał
W finale zmierzyły się Fogo Unia Leszno i Moje Bermudy Stal Gorzów Wielkopolski. Drużyny, które złote medale DMP od 2014 roku rozdają między sobą (Stal 2014 i 2016, Unia 2015 oraz 2017-19). Wcześniej, w historii Ekstraligi, oba zespoły dwukrotnie mierzyły się w wielkim finale, w 2014 górą byli Gorzowianie, w 2018 zaś Leszczynianie. W tegorocznej rundzie zasadniczej dwukrotnie lepsi okazali się zawodnicy Unii Leszno (49-41 oraz 55-35). Pierwotnie pierwsze spotkanie miało zostać rozegrane 4 października, ale ze względu na przełożone mecze półfinałowe, odbył się 9 października.
Gorzowianie do finału przystępowali bez kontuzjowanego Nielsa Kristiana Iversena, jego miejsce zajął Krzysztof Kasprzak. W składzie Stali znalazł się gość Jack Holder. Dodatkowo Stal musiała radzić sobie bez trenera Chomskiego, a to ze względu na brak wyniku testu na COVID-19. Zespół poprowadził kierownik drużyny Krzysztof Orzeł. Piotr Baron postawił na sprawdzony skład. Za przygotowanie gorzowskiego owalu odpowiedzialny był komisarz toru, to pokłosie wydarzeń z drugiego półfinału pomiędzy Stalą Gorzów a Spartą Wrocław. 
Pierwszy bieg ułożył się na remis, wygrał Woźniak przed parą leszczyńską. Fogo Unia Leszno wyprowadziła dwa ciosy, wygrywając podwójnie wyścigi 2. i 3. W biegu 4. Bartosz Zmarzlik, po słabszym starcie, przedarł się na prowadzenie i uratował Gorzowianom biegowy remis. Pierwsza seria zakończyła się prowadzeniem gości 16–8. Sygnał do odrabiania strat gospodarzom dała rezerwa taktyczna w biegu 5. Para Zmarzlik Holder pokonała podwójnie Leszczynian i strata zmniejszyła się do czterech punktów. Goście odpowiedzieli podwójnym zwycięstwem w gonitwie szóstej, znów odskakując Gorzowianom na 8 punktów. Po drugiej serii wynik na tablicy wyników wynosił 18–24. Świetnie w tej części zawodów prezentowali się Zmarzlik oraz Janusz Kołodziej, dotąd niepokonani. Wspomniana dwójka spotkała się w wyścigu 9. Po pasjonującej walce górą okazał się Kołodziej, a jego Unia zwyciężyła w tym biegu 4–2. Stal skorzystała z rezerwy taktycznej w biegu 10. Jack Holder zastąpił Kasprzaka. Szymon Woźniak dobrze rozegrał pierwszy łuk, czym pomógł klubowemu koledze i Gorzowianie wygrali 5–1 kończąc trzecią serię startów. Stal przegrywała 28–32. Emil Sajfutdinow i Jaimon Lidsey rozpoczęli czwartą serię podwójnym zwycięstwem i znów Leszczynianie odskoczyli na 8 punktów. W biegu 13. skutecznym atakiem popisał się Zmarzlik, który wypchnął Pawlickiego, robiąc miejsce Thomsenowi. Stal triumfowała 5–1 i wobec remisu w biegu 12. przed wyścigami nominowanymi przegrywała 37–41. W wyścigu 14. para Holder–Woźniak pokonała Piotra Pawlickiego i Jaimona Lidseya doprowadzając do remisu w meczu. W ostatniej odsłonie zwyciężył Zmarzlik przed Kołodziejem, a trzecia pozycja Thomsena dała biegowe i meczowe zwycięstwo zawodnikom Moje Bermudy Stali Gorzów. Mecz zakończył się wynikiem 46–44. Najskuteczniejszym zawodnikiem gospodarzy był Bartosz Zmarzlik (16+1), a wśród gości Janusz Kołodziej (12+1).
| Finał A 9 października 2020 | Moje Bermudy Stal Gorzów Wielkopolski | 46:44 | Fogo Unia Leszno | Stadion im. Edwarda Jancarza Sędzia: Krzysztof Meyze |
| Finał A 9 października 2020 | 9. Szymon Woźniak 10+1 (3,1,0,3,1,2*) 10. Bartosz Zmarzlik 16+1 (3,3,3,2,2*,3) 11. Jack Holder (gość) 10+2 (0,2*,2*,3,3) 12. Krzysztof Kasprzak 0 (0,-,-,0) 13. Anders Thomsen 9 (1,1,3,3,1) 14. Wiktor Jasiński 0 (0,0,w) 15. Rafał Karczmarz 1 (1,0,0) 16. Kamil Pytlewski ns | 46:44 | 1. Emil Sajfutdinow 9 (2,3,1,3,0) 2. Janusz Kołodziej 12+1 (3,2*,3,2,2) 3. Bartosz Smektała 4+1 (1*,1,2,0) 4. Jaimon Lidsey 4+2 (1*,0,1,2*,0) 5. Piotr Pawlicki 7+1 (2*,2,1,1,1) 6. Dominik Kubera 4+1 (2*,2,0) 7. Szymon Szlauderbach 4+1 (3,0,1*) 8. Kacper Pludra ns | Stadion im. Edwarda Jancarza Sędzia: Krzysztof Meyze |

Rewanżowy mecz finałowy odbył się 11 października. Stal Gorzów była ostatnim klubem, który pokonał Unię Leszno na jej stadionie. Miało to miejsce 6 sierpnia 2017. Od tamtego czasu Unia nie przegrała 28 kolejnych spotkań na własnym obiekcie. Menedżer obrońców tytułu przed meczem wyrażał obawy związane z utratą atutu własnego toru. Wszystko spowodowane opadami deszczu jakie nawiedziły Leszno dzień przed spotkaniem. Obostrzenia związane z pandemią dodatkowo uderzyły w gospodarzy, gdyż dopuszczono udział publiczności maksymalnie w 25% pojemności stadionu. Obie drużyny wystąpiły w niezmienionych składach. Szkoleniowcy dokonali jedynie korekt numerów startowych.
Początek meczu należał do gospodarzy. W biegu otwarcia duet Sajfutdinow–Smektała podwójnie pokonał Gorzowian. W wyścigu juniorskim Rafał Karczmarz zdołał przedzielić leszczyńskich młodzieżowców. Unia prowadziła 6 punktami i wyprowadziła kolejny cios. Piotr Pawlicki z Jaimonem Lidseyem lepiej wyszli ze startu i pomknęli po zwycięstwo 5–1. W czwartym biegu moment startowy należał do Gorzowian, którzy prowadzili podwójnie, ale po chwili Janusz Kołodziej wyprzedził Bartosza Zmarzlika, a następnie prowadzącego Karczmarza, zapewniając swojej drużynie biegowy remis. Stan meczu po pierwszej serii 17–7 dla Fogo Unii Leszno. W drugiej serii gospodarze konsekwentnie powiększali swoją przewagę. Najpierw Smektała z Lidseyem pokonali Woźniaka i Zmarzlika, a w biegu 7. Sajfutdinow z Kołodziejem na dystansie pokonali Thomsena. Goście na pierwsze indywidualne zwycięstwo czekali do biegu 6. Jack Holder przyjechał przed Pawlickim i Kuberą. Po drugiej serii gospodarze prowadzili 30–12. Trzecia część meczu ułożyła się na remis. Gonitwa 9. przyniosła kibicom wiele emocji. Na torze utworzyły się dwie walczące pary. Sajfutdinow z Holderem i Kołodziej ze Zmarzlikiem. Żużlowcy jechali w bliskim kontakcie, wielokrotnie zamieniając się pozycjami. Ostatecznie górą był Rosjanin, a Kołodziej poradził sobie ze Zmarzlikiem i Unia triumfowała 4–2. Wyścig ten został wybrany Wyścigiem sezonu 2020. Bieg 10. przyniósł pierwsze biegowe zwycięstwo gości. Wygrał Karczmarz przed Smektałą, Thomsenem i Lidseyem. Stal Gorzów skorzystała z rezerwy taktycznej, w miejsce Kasprzaka wystartował Holder. W 11. odsłonie Gorzowianie prowadzili 5–1, ale defekt motocykla spowodował upadek Holdera. Wyścig został przerwany, a sędzia wykluczył Australijczyka. W powtórce biegu Zmarzlik nie zostawił miejsca pod bandą Lidseyowi, który upadł. Sędzia wykluczył drugiego Gorzowianina i w trzecim podejściu Leszczynianie dowieźli zwycięstwo 5–0. Fogo Unia Leszno prowadziła 44–21 i była już o krok od tytułu mistrzowskiego. Już w biegu 12. miejscowi przypieczętowali ostatecznie triumf. W pierwszym biegu nominowanym w zastępstwie za Lidseya wystąpił Kacper Pludra, dla którego był to debiut w meczu Ekstraligi. Młody zawodnik Unii dobrze wystartował, a później był umiejętnie ubezpieczany przez Piotra Pawlickiego i zdobył pierwsze zwycięstwo biegowe w karierze.       
Ostateczne Fogo Unia Leszno zwyciężyła z Moje Bermudy Stalą Gorzów 59–30 (103–76 w dwumeczu) i zapewniła sobie 4. z rzędu i 18. w historii tytuł Drużynowego Mistrza Polski. Najwięcej punktów dla gospodarzy zdobył Bartosz Smektała (13+1), a wśród gości Rafał Karczmarz (8).       
| Finał B 11 października 2020 | Fogo Unia Leszno | 59:30 | Moje Bermudy Stal Gorzów Wielkopolski | Stadion im. Alfreda Smoczyka Sędzia: Krzysztof Meyze |
| Finał B 11 października 2020 | 9. Emil Sajfutdinow 11 (3,3,3,2,-) 10. Janusz Kołodziej 6+1 (3,2*,1,-) 11. Bartosz Smektała 13+1 (2*,3,2,3,3) 12. Jaimon Lidsey 7+2 (2*,2*,0,3,-) 13. Piotr Pawlicki 11+1 (3*,2,3,1,2*) 14. Szymon Szlauderbach 2 (1,0,0,1) 15. Dominik Kubera 6+2 (3,1*,2*,0) 16. Kacper Pludra 3 (3) | 59:30 | 1. Krzysztof Kasprzak 1 (1,0,-,-) 2. Jack Holder (gość) 6 (1,3,2,w,-,-) 3. Szymon Woźniak 7+1 (0,1,1*,3,2) 4. Bartosz Zmarzlik 3+1 (1*,0,2,0,w,-) 5. Anders Thomsen 5+1 (0,1,1,2*,1) 6. Rafał Karczmarz 8 (2,2,0,3,1,0) 7. Wiktor Jasiński 0 (0,-,0,0) 8. Kamil Pytlewski ns | Stadion im. Alfreda Smoczyka Sędzia: Krzysztof Meyze |

#### Mecz o 3. miejsce
| Runda 17 9 października 2020 | RM Solar Falubaz Zielona Góra | 37:32 | Betard Sparta Wrocław | Stadion Żużlowy w Zielonej Górze Sędzia: Paweł Słupski |
| Runda 17 9 października 2020 |                               | 37:32 |                       | Stadion Żużlowy w Zielonej Górze Sędzia: Paweł Słupski |

| Runda 18 11 października 2020 | Betard Sparta Wrocław | 50:40 | RM Solar Falubaz Zielona Góra | Stadion Olimpijski we Wrocławiu Sędzia: Paweł Słupski |
| Runda 18 11 października 2020 |                       | 50:40 |                               | Stadion Olimpijski we Wrocławiu Sędzia: Paweł Słupski |

### Baraże
W tym sezonie zrezygnowano z rozgrywania meczów barażowych pomiędzy 7. drużyną Ekstraligi a 2. zespołem Pierwszej Ligi.

### Końcowa klasyfikacja
| Speedway Ekstraliga 2020 | Speedway Ekstraliga 2020                             |
| ------------------------ | ---------------------------------------------------- |
|                          | Fogo Unia Leszno Drużynowy Mistrz Polski (18. tytuł) |
|                          | Moje Bermudy Stal Gorzów Wielkopolski                |
|                          | Betard Sparta Wrocław                                |
| 4.                       | RM Solar Falubaz Zielona Góra                        |
| 5.                       | Eltrox Włókniarz Częstochowa                         |
| 6.                       | Motor Lublin                                         |
| 7.                       | MrGarden GKM Grudziądz                               |
| 8.                       | PGG ROW Rybnik Spadek do 1. Ligi żużlowej            |

## Statystyki
| Poz | Zawodnik         | Klub | Średnia |
| --- | ---------------- | ---- | ------- |
| 1.  | Emil Sajfutdinow | LES  | 2.523   |
| 2.  | Artiom Łaguta    | GRU  | 2.479   |
| 3.  | Bartosz Zmarzlik | GOR  | 2.430   |
| 4.  | Leon Madsen      | CZE  | 2.206   |
| 5.  | Martin Vaculík   | ZIE  | 2.178   |

| Poz | Zawodnik         | Klub | Punkty |
| --- | ---------------- | ---- | ------ |
| 1.  | Bartosz Zmarzlik | GOR  | 217    |
| 2.  | Emil Sajfutdinow | LES  | 206    |
| 3.  | Martin Vaculík   | ZIE  | 188    |
| 4.  | Maciej Janowski  | WRO  | 185    |
| 5.  | Artiom Łaguta    | GRU  | 180    |

| Poz | Zawodnik         | Klub | Bonusy |
| --- | ---------------- | ---- | ------ |
| 1.  | Jaimon Lidsey    | LES  | 24     |
| 2.  | Maciej Janowski  | WRO  | 18     |
| 2.  | Matej Žagar      | LUB  | 18     |
| 2.  | Janusz Kołodziej | LES  | 18     |
| 2.  | Gleb Czugunow    | WRO  | 18     |
| 2.  | Dominik Kubera   | LES  | 18     |

| Poz | Zawodnik         | Klub | Starty |
| --- | ---------------- | ---- | ------ |
| 1.  | Maciej Janowski  | WRO  | 94     |
| 2.  | Bartosz Zmarzlik | GOR  | 93     |
| 3.  | Patryk Dudek     | ZIE  | 91     |
| 4.  | Martin Vaculík   | ZIE  | 90     |
| 5.  | Emil Sajfutdinow | LES  | 88     |

## Nagrody
Zwieńczeniem sezonu było wręczenie nagród PGE Ekstraligi Szczakieli
Niespodzianka sezonu
- Jaimon Lidsey (Fogo Unia Leszno) 39,88%
  - Robert Lambert (PGG ROW Rybnik) 17,96%
  - Jack Holder (Moje Bermudy Stal Gorzów) 16,58%
  - Anders Thomsen (Moje Bermudy Stal Gorzów) 15,26%
  - Matej Zagar (Motor Lublin) 10,33%

Najlepszy junior
- Dominik Kubera (Fogo Unia Leszno) 50,37%
  - Gleb Czugunow (Betard Sparta Wrocław) 15,72%
  - Rafał Karczmarz (Moje Bermudy Stal Gorzów) 13,74%
  - Norbert Krakowiak (RM Solar Falubaz Zielona Góra) 10,98%
  - Jakub Miśkowiak (Eltrox Włókniarz Częstochowa) 9,19%

Najlepszy trener/menedżer
- Piotr Baron (Fogo Unia Leszno) 34,93%
  - Stanisław Chomski (Moje Bermudy Stal Gorzów) 31,22%
  - Piotr Żyto (RM Solar Falubaz Zielona Góra) 13,25%
  - Jacek Ziółkowski (Motor Lublin) 13,16%
  - Dariusz Śledź (Betard Sparta Wrocław) 7,45%

Najlepszy zagraniczny zawodnik sezonu
- Emil Sajfutdinow (Fogo Unia Leszno) 40,45%
  - Artiom Łaguta (MrGarden GKM Grudziądz) 25,80%
  - Tai Woffinden (Betard Sparta Wrocław) 16,95%
  - Martin Vaculik (RM Solar Falubaz Zielona Góra) 12,28%
  - Leon Madsen (Eltrox Włókniarz Częstochowa) 4,52%

Najlepszy polski zawodnik
- Bartosz Zmarzlik (Moje Bermudy Stal Gorzów) 54,70%
  - Maciej Janowski (Betard Sparta Wrocław) 20,52%
  - Piotr Pawlicki (Fogo Unia Leszno) 11,94%
  - Patryk Dudek (RM Solar Falubaz Zielona Góra) 7,74%
  - Bartosz Smektała (Fogo Unia Leszno) 5,10%

Wyścig Sezonu 2020
- Wyścig 9. meczu 18 rundy LES–GOR (Sajfutdinow, Kołodziej, Holder, Zmarzlik)

Drużyna Sezonu 2020
- Fogo Unia Leszno